# クラダ
クラダ（英語：Claddagh, アイルランド語：An Cladach）はアイルランド共和国ゴールウェイ西部の海岸地域。歴史的にはキリスト教の伝来した5世紀から記録がみられる。地名はアイルランド語で「石の多い浜」を意味するcladachに由来。アイルランド最古の漁村の一つであった。
クラダはかつてゴールウェイの街の中心より西に位置する漁村であり、コリブ川がゴールウェイ湾へ注ぐ場所で古い城壁の外側に接していた。スパニッシュ・アーチがはっきりと見え、地元民が都市へ海産物を供給した魚市場があった。19世紀には名高い作家を含む多くの観光客を集めた。
1930年代には村はゴールウェイの市域に含められ、近年では市の発展によってクラダはゴールウェイの都心の一部と認識されるようになった。これによって地価も急激に上昇し、2007年現在ではこの地区の土地はゴールウェイでも最高級となっている。
クラダ地区には国立学校、コミュニティーセンター、カトリック教会といった施設が存在する。
クラダの名物は友情と婚姻両方の印となるクラダリングである。その冠のついたハートを二つの手が握るデザインは愛・友情・忠誠を示す。